# Kusakabe Kimbei
Kusakabe Kimbei, född 1841, död 1934, var en japansk fotograf.
Kusakabe Kimbei lämnade sin hemstad Kofu i tonåren för att ta arbete på fotografen Felice Beatos studio i Yokohama. Efter att ha arbetat som Beatos färgläggningsassistent i 18 år slutade han 1881 för att grunda sin egen studio. Han var lärling hos Raimund von Stillfried-Rathenitz och fick ärva dennes verksamhet 1883. Kimbei blev en av sin tids mest framstående japanska fotografer, och likt Beato avbildade han det traditionella Japan. Han anlitade ofta geishor som modeller, som han då avbildade i poser likt de i bijinga, ukyio-e av vackra kvinnor.

## Galleri

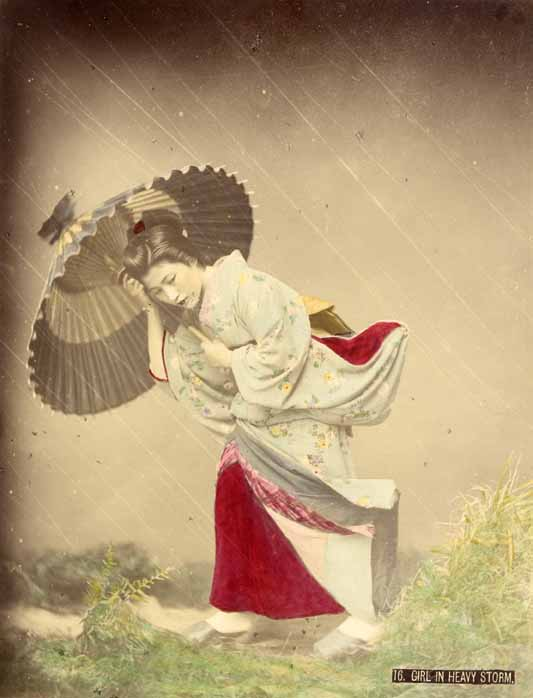
flicka i stormväder, ca 1880
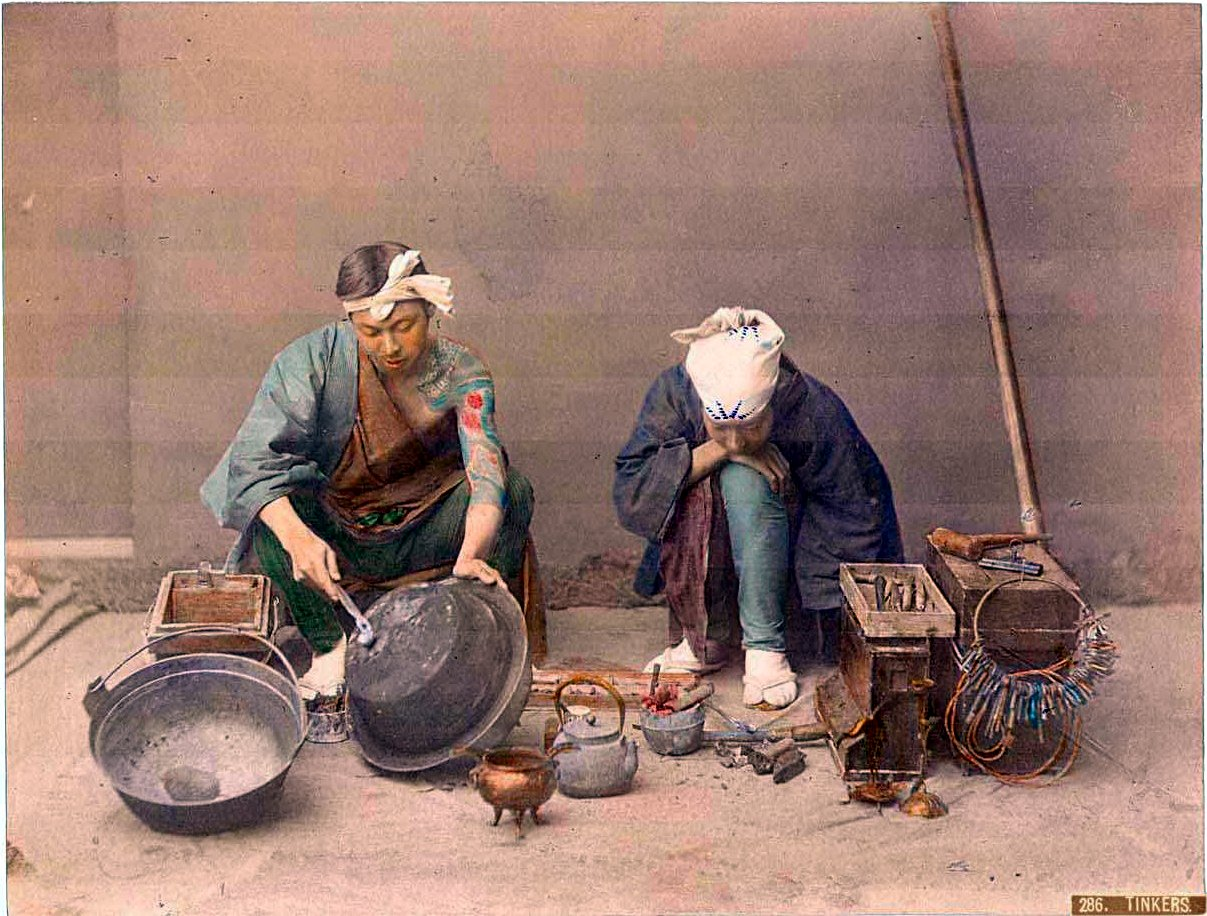
kittelflickare
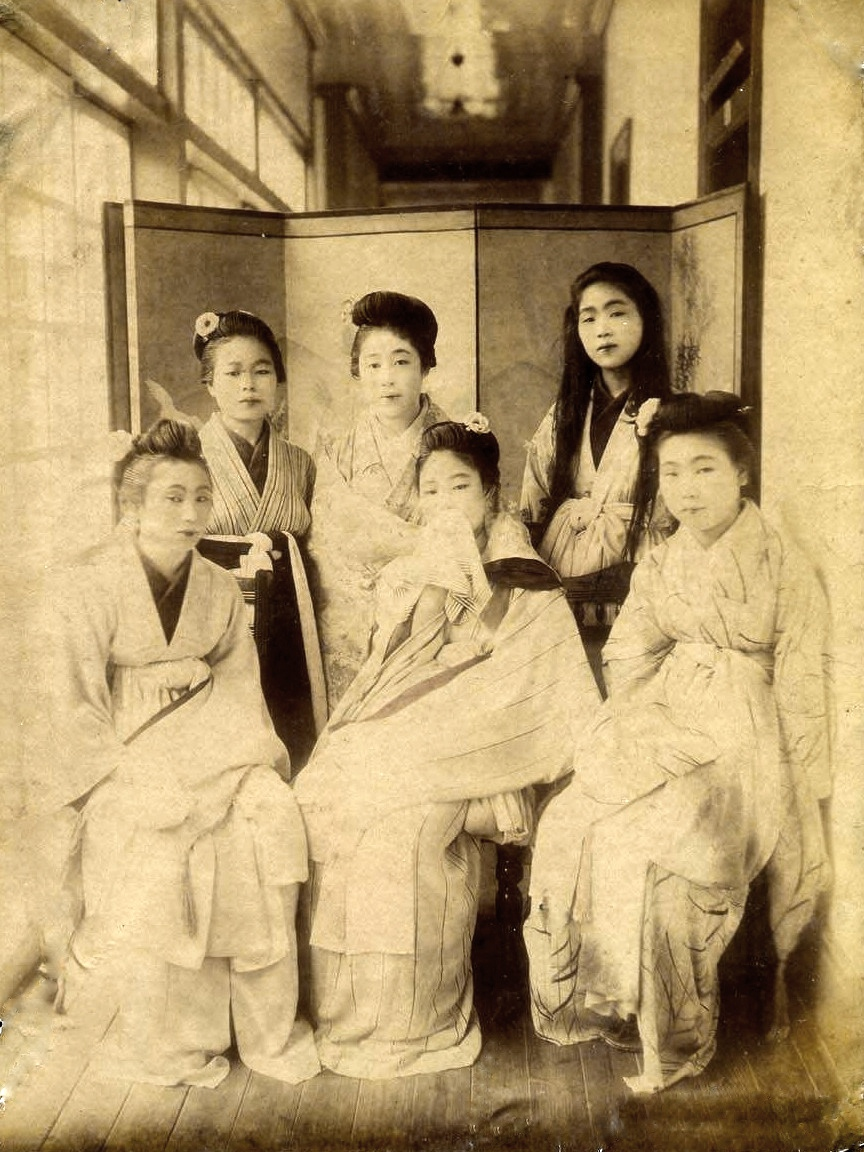
gruppbild av prostituerade i Yokohama
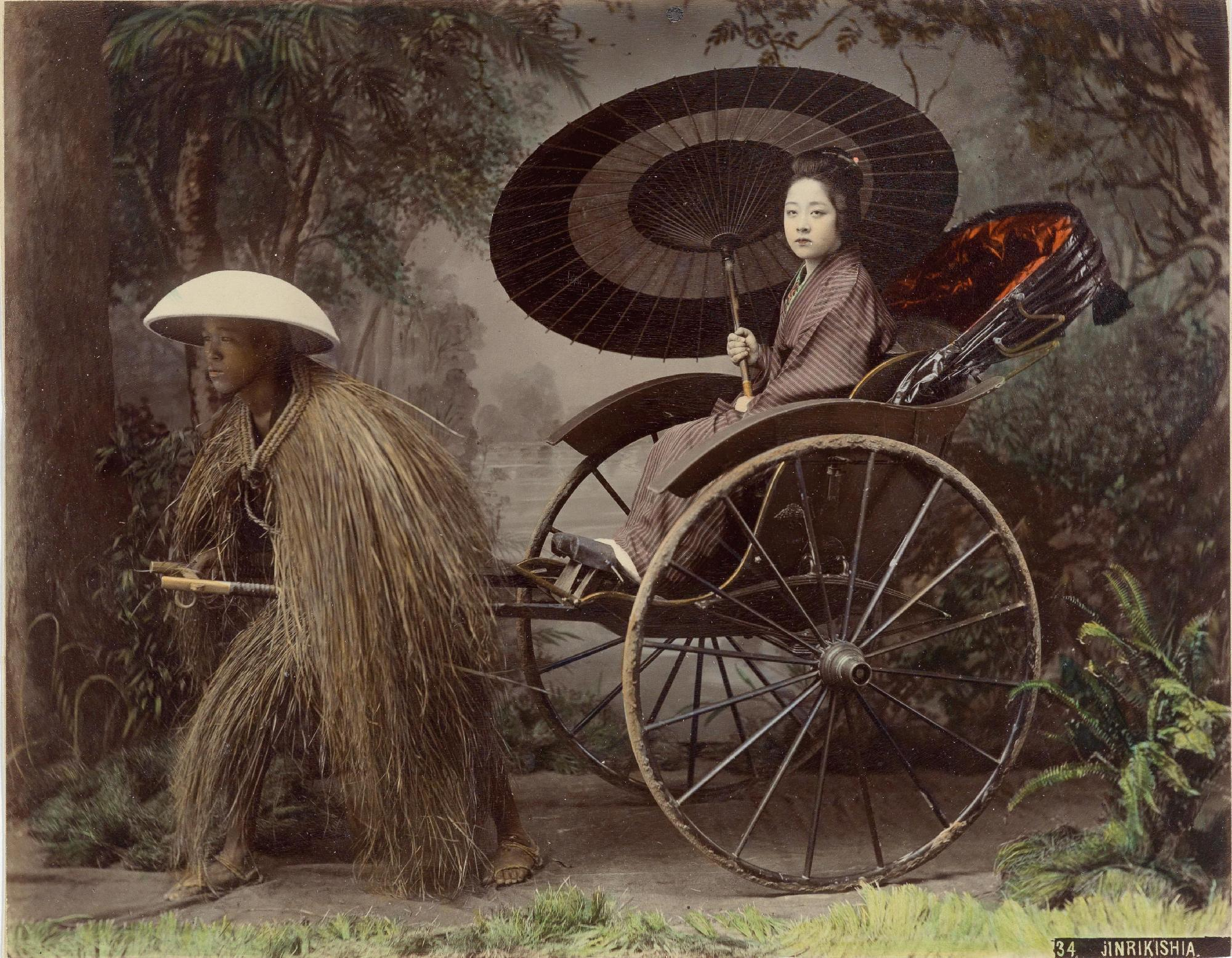
dam i Jinrikisha med parasoll, ca 1880
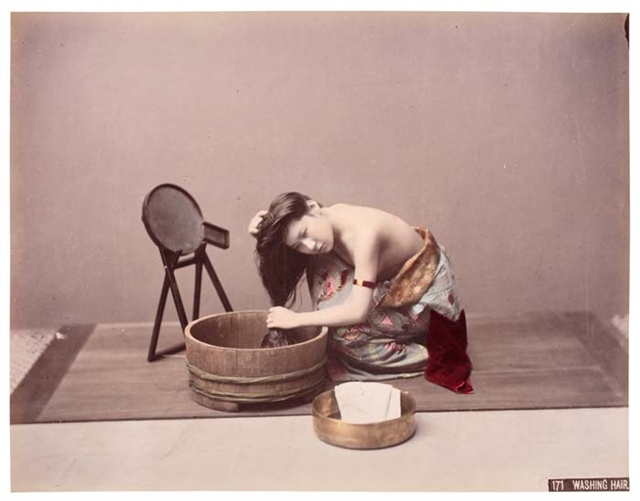
kvinna som tvättar håret
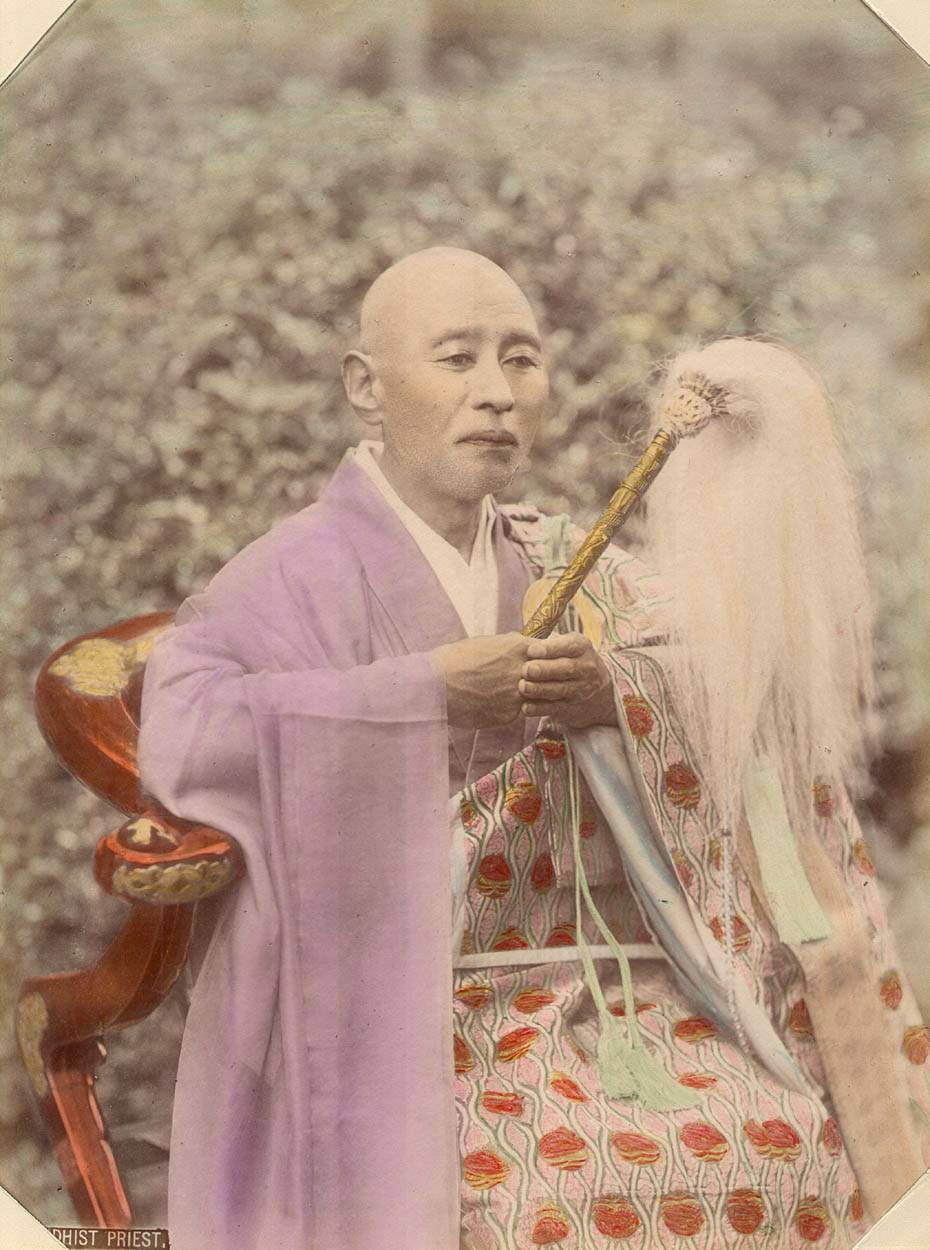
buddhistisk präst
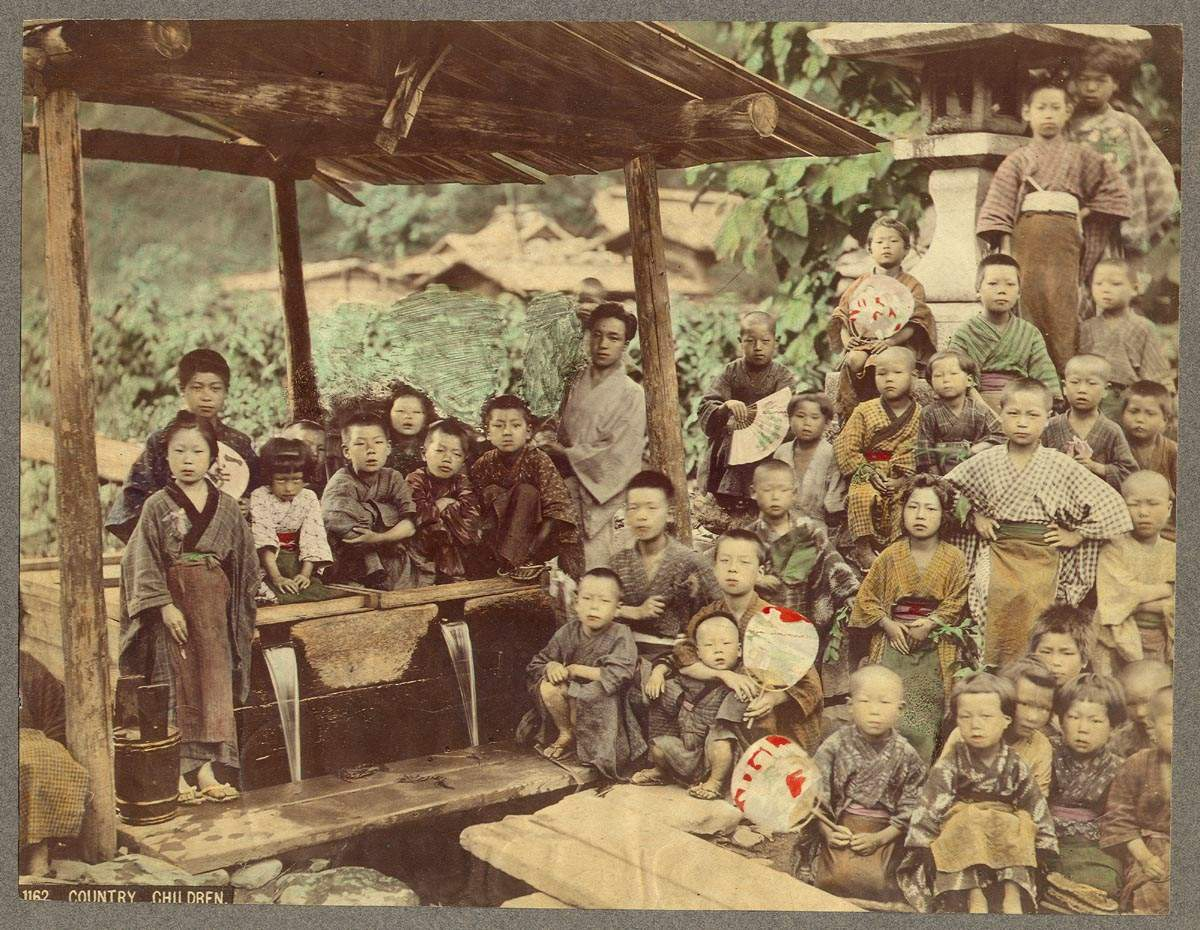
landsortsbarn
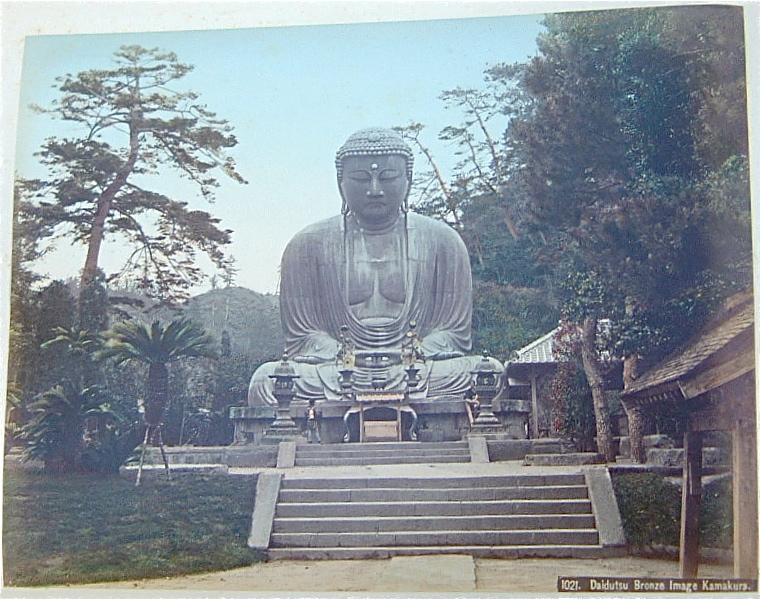
Daidutsu, 1890-tal